# Tempel van Venus Erycina
De Tempel van Venus Erycina (Latijn:Aedes Veneris Erycinae) was de naam van twee tempels in het oude Rome gewijd aan Venus Erycina, die in een beroemde tempel op de berg Eryx op Sicilië werd vereerd.

## Capitolijn
De Tempel van Venus Erycina op de Capitolijn werd gebouwd in opdracht van de dictator Quintus Fabius Maximus. Hij was tot dictator benoemd na de desastreus verlopen Slag bij het Trasimeense Meer en beloofde in 217 v.Chr. deze tempel aan Venus na het raadplegen van de Sibyllijnse boeken, in de hoop het lot daarmee te keren. De tempel werd in 215 v.Chr. ingewijd. Later werd deze tempel waarschijnlijk Tempel van de Capitolijnse Venus (Aedes Capitolina Veneris) genoemd. Livia plaatste hier een beeld van het overleden kindje van Germanicus. Later plaatste keizer Galba er een kostbare ketting met parels en edelstenen.
De tempel stond waarschijnlijk in de Area Capitolina, bij de grote Tempel van Jupiter Optimus Maximus. Het gebouw vormde een twee-eenheid met de identieke Tempel van Mens, die er direct naast stond en in hetzelfde jaar was gebouwd en ingewijd.

## Quirinaal
De Tempel van Venus Erycina op de Quirinaal werd gebouwd in opdracht van de consul Lucius Porcius Licinus. Hij beloofde de tempel in 184 v.Chr. aan Venus tijdens de oorlog tegen de Liguriërs in het noorden van het huidige Italië. Porcius Licinus (of zijn gelijknamige jongere broer) wijdde het heiligdom in 181 v.Chr. in. Mogelijk werd de tempel in de 1e eeuw v.Chr. opgenomen in het complex van de Tuinen van Sallustius.
De tempel moest een kopie zijn van de befaamde tempel op Sicilië. Hij stond dicht in de buurt van de Porta Collina, maar wel buiten de Servische stadsmuur. De tempel stond bekend om de colonnade die om het gebouw heen stond. Deze moet in een latere periode zijn toegevoegd. Antieke fragmenten, waaronder de zogenaamde Ludovisi troon en het hoofd van een vrouwelijk standbeeld (mogelijk het cultusbeeld), zijn in de buurt teruggevonden en behoorden mogelijk tot de Tempel van Venus. Deze worden nu tentoongesteld in het Palazzo Altemps.

## Antieke bron
1. ↑  Livius, Ab Urbe Conditum - 22.9.10-22.10.10
2. ↑  Suetonius, De Vita Caesarum - Caligula, 7
3. ↑  Suetonius, De Vita Caesarum - Galba, 18
4. ↑  Livius, Ab Urbe Conditum - 23.31.9
5. ↑  Livius, Ab Urbe Conditum - 40.34.4
6. ↑  Ovidius, Fasti - 4.871

## Referentie
- L. Richardson, jr, A New Topographical Dictionary of Ancient Rome, Baltimore - London 1992. pp. 408. ISBN 0801843006
- F. Coarelli, Rome and Environs - An Archaeological Guide, Berkeley 2007. pp.244. ISBN 9780520079618